# Перегрузочный пункт
Перегру́зочный пункт (в карьере) — площадка с расположенными на ней сооружениями, оборудованием (эстакада, склад, дробильный узел и др.) и транспортными коммуникациями, служащими для перегрузки горной массы с одного вида транспорта на другой. Перегрузочный пункт соединяет разные по параметрам грузопотоки или виды транспорта. Перегрузочные пункты создают на концентрационном горизонте, на который доставляется горная масса с 3-5 рабочих уступов. После углубления карьера на некоторую величину производится перенос перегрузочного пункта. Шаг перенесения определяется затратами на транспортирование горной массы и стоимостью сооружения перегрузочного пункта. Рациональная величина шага обычно находится в пределах 40-80 м. Наибольшее распространение перегрузочные пункты получили на глубоких карьерах, где используется комбинированный автомобильно-конвейерный транспорт (циклично-поточная технология).